# Caciques de Humacao
Los Grises de Humacao, es un club puertorriqueño de baloncesto profesional de la ciudad de Humacao que compite en la Baloncesto Superior Nacional, la máxima categoría del baloncesto en Puerto Rico. En la temporada 2010, fueron nombrados como Caciques de Humacao, haciendo alusión al cacique Jumacao. En 2017, la franquicia se convierte en Gallitos de Isabela vía traslado, desapareciendo de la liga eventualmente. En 2021 el empresario cubano Ernesto Cambo adquiere los derechos de establecer una nueva franquicia de expansión en Humacao. En marzo de 2021 se oficilaiza el regreso de los Grises a la liga.
Desde el 2012 disputan sus encuentros en el Coliseo Marcelo Trujillo, con capacidad para 8,000 esespectadores. Del 2005 al 2011 lo hicieron en la Cancha Emilio Huyke. Los colores del equipo son el gris y negro. Previamente utilizaron los colores rojo, amarillo y verde en alusión a los colores de la bandera de la ciudad. Los colores anaranjado y azul se han utilizado alternativamente en varias temporadas tanto en uniformes como el logo.

## Posiciones en la BSN
- 1998:12
- 2000:13
- 2001:8
- 2002:11
- 2003:9
- 2004:12
- 2005:8
- 2006:6
- 2007:12
- 2008:4
- 2009:11
- 2010:9
- 2011:8
- 2012:7
- 2013:8
- 2014:9
- 2015:12
- 2016:5
- 2017:10
- 2018:8

En diciembre de 2001 se van de Aibonito a Cayey y se cambian el nombre por los Toritos de Cayey jugaron bajo ese nombre hasta el 2004, en 2005 se mudan al pueblo de Humacao para así llamarse los Grises de Humacao.En 2017 durante la temporada el equipo fue trasladado a Isabela. Luego en 2018 tras perder la franquicias obtuvieron la Franquicia de los Brujos de Guayama .

## Nombres
- Grises de Humacao: 2005-2010
- Caciques de Humacao: 2010-

## Jugadores históricos
- Julian Sensley
- Corsley Edwards
- Michael Hicks
- Denis Clemente
- Gilbert Brown
- Julius Hodge
- David Jackson
- Patrick Okafor
- David Monds
- James Mays
- Rashad McCants